# 니마 아르카니하메드
니마 아르카니하메드(영어: Nima Arkani-Hamed, 페르시아어: نیما ارکانی حامد, 1972년 4월 5일 ~ )는 이란계 미국 및 캐나다인 이론물리학자이다. 입자물리학과 끈 이론, 물리우주론에 공헌하였다.

## 생애
아르카니하메드의 부모 둘 다 이란 태생 물리학자이다. 아버지 자파르 아르카니하메드(Jafar Arkani-Hamed)는 이란의 명문대인 샤리프 공과대학교(Sharif University of Technology)의 물리학과장이었고, 이란 혁명을 패해 캐나다로 이민하여 맥길 대학교에서 지구천체과학부에 교수로 재직하였다.
아르카니하메드는 토론토 대학교에서 수학 및 물리학 복수 전공으로 학사 학위를 취득하였고, 1993년에 졸업하였다. 캘리포니아 대학교에서 박사 과정을 밟았고, 초대칭에 대하여 연구하였다. 《초대칭과 계층》(Supersymmetry and Hierarchies)이라는 제목의 박사 학위 논문으로 1997년에 졸업하였고, 스탠퍼드 선형 가속기 센터에서 박사후 과정을 밟았다. 이 동안에 사바스 디모풀로스와 거대 추가 차원 이론을 발표하였다.
1999년에 캘리포니아 대학교 버클리에 교수로 취임하였다. 2002년에는 하버드 대학교로 옮겼고, 2008년에는 프린스턴 고등연구소로 옮겼다.
2012년에 3백만 달러의 상금이 수여되는 최초의 기초물리학상을 수여받았다.